# Rupt-sur-Saône
Rupt-sur-Saône ist eine Gemeinde im französischen Département Haute-Saône in der Region Bourgogne-Franche-Comté.

## Geographie
Rupt-sur-Saône liegt auf einer Höhe von 207 m über dem Meeresspiegel, vier Kilometer südwestlich von Scey-sur-Saône-et-Saint-Albin und etwa 16 Kilometer westlich von Vesoul (Luftlinie). Das Dorf erstreckt sich im zentralen Teil des Départements, am nördlichen Rand des Saônetals gegenüber von Chantes, am Eintritt des Baches Rupt de Vaux in die breite Niederung, am Südrand der Waldhöhen des Bois de Confracourt.
Die Fläche des 10,24 km² großen Gemeindegebiets umfasst einen Abschnitt des mittleren Saône-Tals. Die südliche Grenze verläuft meist entlang der Saône, die hier mit großen Schleifen durch eine breite Alluvialniederung nach Südwesten fließt. Die Talaue liegt durchschnittlich auf 202 m und weist eine Breite von ungefähr zwei Kilometern auf. Der Fluss ist zur Wasserstraße ausgebaut, wobei die Schleifen durch Seitenkanäle abgeschnitten werden.
Vom Flusslauf erstreckt sich das Gemeindeareal nordwärts über die Talaue und einen rund 30 m hohen Steilhang auf das angrenzende Plateau. Diese Hochfläche besteht aus einer Wechsellagerung von kalkigen und sandig-mergeligen Sedimenten der oberen Jurazeit. Sie wird durch den Taleinschnitt des Rupt de Vaux und seiner Seitentälchen untergliedert. Die fruchtbaren Böden der Talebene und des Plateaus werden überwiegend landwirtschaftlich genutzt. Weiter im Norden reicht der Gemeindeboden in ein ausgedehntes Waldgebiet. Mit 341 m wird auf einer Anhöhe im Bois du Prince de Bauffremont die höchste Erhebung von Rupt-sur-Saône erreicht.
Nachbargemeinden von Rupt-sur-Saône sind Scey-sur-Saône-et-Saint-Albin im Norden, Ovanches im Osten, Chantes und Fédry im Süden sowie Vy-lès-Rupt und Confracourt im Westen.

## Geschichte

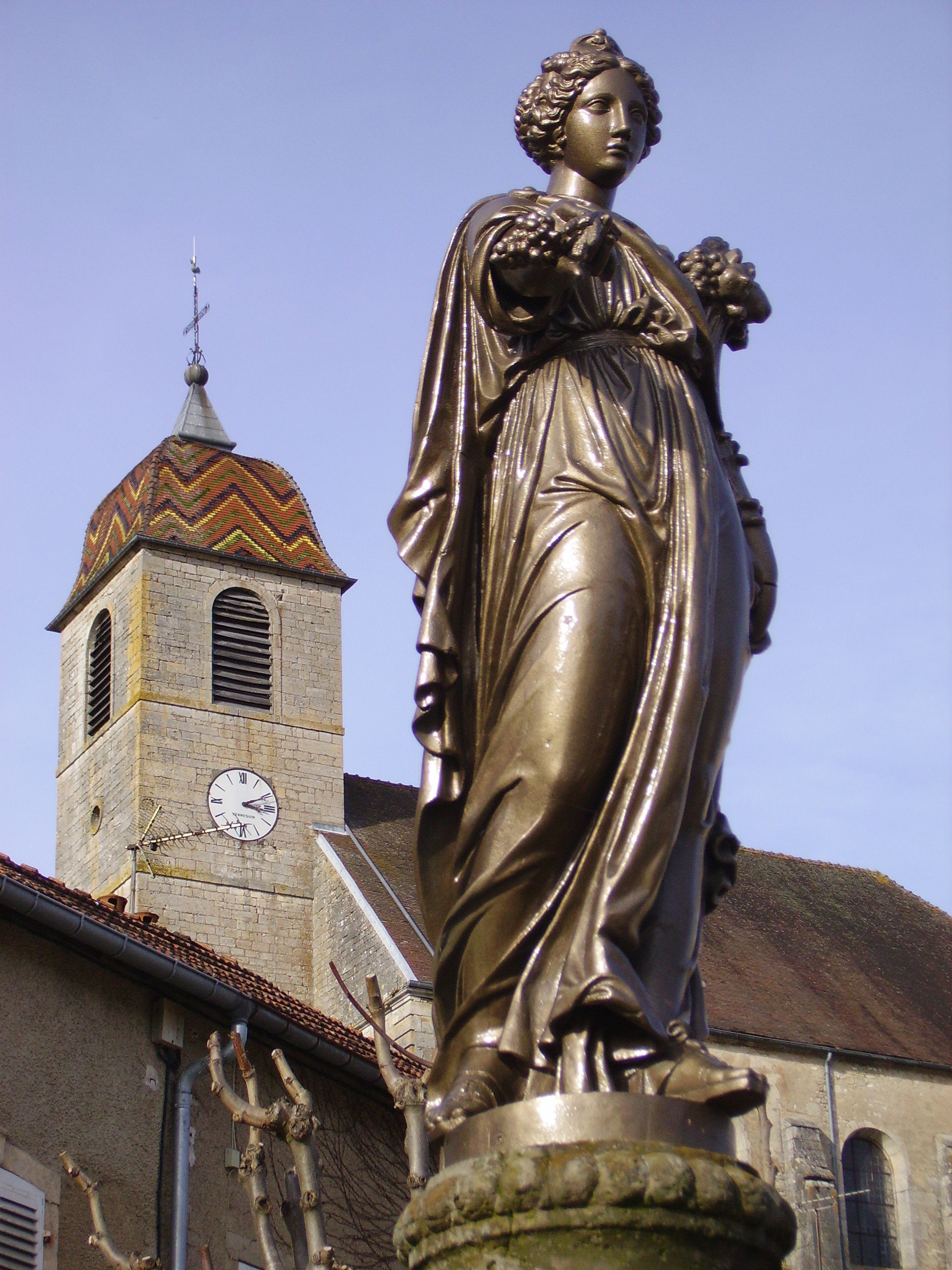
Statue vor der Kirche Mariä Geburt

Verschiedene Funde weisen darauf hin, dass das Gemeindegebiet von Rupt-sur-Saône bereits in gallorömischer Zeit besiedelt war. Im Mittelalter gehörte Rupt zur Freigrafschaft Burgund und darin zum Gebiet des Bailliage d’Amont. Die lokale Herrschaft hatten seit dem 12. Jahrhundert die Herren von Pesmes inne, die hier einen Herrschaftssitz erbauten. Zu Beginn des 13. Jahrhunderts nahm die hier herrschende Adelsfamilie den Namen Rupt an. Zusammen mit der Franche-Comté gelangte Rupt mit dem Frieden von Nimwegen 1678 definitiv an Frankreich. Bis zu seinem Tod unter der Guillotine 1793 war Rupt im Besitz des Louis Marie Florent de Lomont d’Haraucourt, duc du Châtelet. Um eine Verwechslung mit anderen gleichnamigen Gemeinden zu vermeiden, wurde Rupt 1878 offiziell in Rupt-sur-Saône umbenannt. Heute ist Rupt-sur-Saône Mitglied des 22 Ortschaften umfassenden Gemeindeverbandes Communauté de communes des Combes.

## Sehenswürdigkeiten
Die Dorfkirche wurde im 18. Jahrhundert erbaut und besitzt eine reiche Ausstattung. Vor der Kirche steht ein Kalvarienberg. Nahebei befindet sich das Mausoleum des Grafen von Orsay, der Besitzer des Schlosses war. Ein Wegkreuz ist auf das Jahr 1603 datiert.
Ebenfalls sehenswert ist die Fontaine au Lion mit einer großen Löwenstatue.
Auf der Anhöhe westlich des Dorfes erhebt sich das Schloss, das im 19. Jahrhundert an der Stelle des mittelalterlichen Herrschaftssitzes errichtet wurde. Vom einstigen Bau sind der mächtige runde Bergfried aus dem 12. Jahrhundert und ein Gebäude aus dem 16. Jahrhundert erhalten.

## Bevölkerung
| Jahr                       | 1962 | 1968 | 1975 | 1982 | 1990 | 1999 |
| Einwohner                  | 179  | 170  | 155  | 156  | 138  | 124  |
| Quellen: Cassini und INSEE |      |      |      |      |      |      |

Mit 119 Einwohnern (2004) gehört Rupt-sur-Saône zu den kleinsten Gemeinden des Département Haute-Saône. Nachdem die Einwohnerzahl während des 20. Jahrhunderts deutlich abgenommen hatte (1881 wurden noch 440 Personen gezählt), wurden seit Beginn der 1990er Jahre nur noch geringe Schwankungen verzeichnet.

## Wirtschaft und Infrastruktur
Rupt-sur-Saône war bis weit ins 20. Jahrhundert hinein ein vorwiegend durch die Landwirtschaft (Ackerbau, Obstbau und Viehzucht) und die Forstwirtschaft geprägtes Dorf. Die Wasserkraft des Dorfbachs wurde früher für den Betrieb mehrerer Mühlen genutzt. Heute gibt es einige Betriebe des lokalen Kleingewerbes. In den letzten Jahrzehnten hat sich das Dorf zu einer Wohngemeinde gewandelt. Viele Erwerbstätige sind deshalb Wegpendler, die in den größeren Ortschaften der Umgebung ihrer Arbeit nachgehen.
Der Ort liegt abseits der größeren Durchgangsachsen an einer Departementsstraße, die von Soing nach Scey-sur-Saône-et-Saint-Albin führt. Weitere Straßenverbindungen bestehen mit Chantes und Ovanches.